# Éric Maurel
Pour les articles homonymes, voir Maurel.
Éric Maurel, né en 1959, est un judoka français.

## Carrière
Il est sacré champion de France des moins de 60 kg en 1981 et remporte la même année la médaille de bronze des moins de 60 kg aux Championnats d'Europe de judo à Debrecen.